# Związek rządu
Związek rządu (rekcja) – relacja między powiązanymi elementami zdania, w której jeden musi mieć pewną z góry ustaloną formę, niezależnie od formy drugiego. Związek rządu typowy jest dla endocentryzmu – element centralny narzuca formę pozostałym elementom. Jest to zdolność łączenia elementów nominalnych z określonym przypadkiem.

## Język polski
W języku polskim związek główny podmiotu logicznego z orzeczeniem jest związkiem rządu. Ponadto pytaniami pomocnymi w ustalaniu związku rządu między wyrazami są pytania dopełnienia (czyli pytania odmiany rzeczownika bez mianownika i wołacza: kogo? czego?; komu? czemu?; kogo? co?; z kim? z czym?; o kim? o czym?). Związek rządu zachodzi również między rzeczownikami, gdy jeden jest wskazaniem własności drugiego, np. „światło słońca”.
Związek rządu zachodzi w przypadkach:
- czasownik + dopełnienie, np. kupiłem czajnik;
- rzeczownik + wyrażenie przyimkowe, np. sukienka w kropki;
- rzeczownik + rzeczownik (drugi rzeczownik nie w mianowniku/wołaczu), np. góra śmieci.

### Przykłady
- kot Ali – wyraz centralny kot narzuca dopełniacz pobocznemu wyrazowi Ali,
- mają kota – centralne mają narzuca formę biernika pobocznemu wyrazowi kota.

## Język niemiecki
W języku niemieckim przez związek rządu (rekcję, niem. Rektion) określa się najczęściej wymóg użycia po danym czasowniku określonego przyimka, a po nim rzeczownika w określonym przypadku gramatycznym. Na przykład czasownik warten („czekać”) wymaga użycia przyimka auf i rzeczownika w bierniku: Ich warte auf den Lehrer („Czekam na nauczyciela”). Termin ten dotyczy jednak również innych konstrukcji, analogicznych do tych w języku polskim.